# Cistecephalus microrhinus
Cistecephalus microrhinus è un terapside estinto, appartenente ai dicinodonti. Visse nel Permiano superiore (circa 259 - 254 milioni di anni fa) e i suoi resti fossili sono stati ritrovati in Sudafrica.

## Descrizione
Questo animale era di dimensioni medio - piccole, e non superava i 60 centimetri di lunghezza. Possedeva un corpo allungato, relativamente appiattito, e quattro brevi arti robusti; le zampe anteriori, in particolare, erano notevolmente potenti. La testa era appiattita e a forma di cuneo, con una parte posteriore molto larga e un muso stretto e robusto. Al contrario della maggior parte dei dicinodonti, le grandi orbite erano poste in posizione frontale, garantendo una visione stereoscopica.

## Classificazione
Cistecephalus fu uno dei primi dicinodonti ad essere descritto, nel 1876, da Richard Owen. Questo animale è noto principalmente per resti fossili ritrovati nella regione del Karroo (Sudafrica) e ha anche dato il nome a una zona stratigrafica (Zona a Cistecephalus) a causa dell'abbondanza dei suoi resti fossili. Resti in precedenza attribuiti a Cistecephalus rinvenuti in Zambia, in strati più o meno coevi, e in India, nella formazione Kundaram, sono stati in seguito attribuiti ad altri generi affini, rispettivamente Kembawacela e Sauroscaptor.
A Cistecephalus sono state attribuite numerose specie (tra cui Cistecephalus microrhinus, C. leptorhinus, C. angusticeps e C. planiceps), ma analisi più recenti hanno indicato che tutti gli esemplari noti sarebbero da attribuire a un'unica specie, C. microrhinus (Nasterlack et al., 2012): indagini allometriche su numerosi crani di diverse dimensioni hanno dimostrato non solo che appartenevano a individui di età diversa, ma anche che alcune caratteristiche come la presenza o meno di creste sopraorbitali erano dovute a dimorfismo sessuale. Animali molto simili a Cistecephalus sono il sudafricano Cistecephaloides e Kawingasaurus della Tanzania.

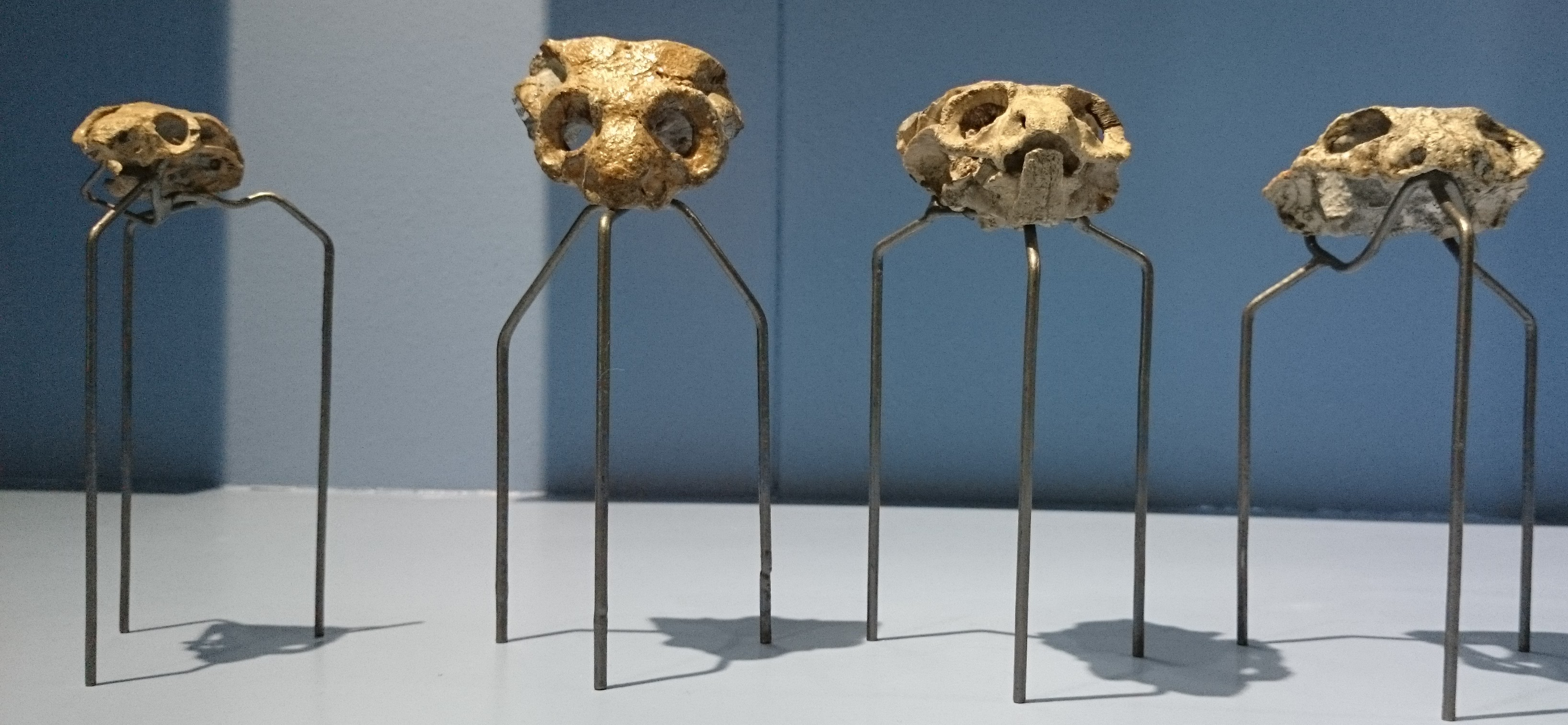
Crani di Cistecephals microrhinus

## Paleobiologia e paleoecologia
La paleobiologia di Cistecephalus è stata a lungo oggetto di dibattito scientifico, e sono state formulate ipotesi riguardo ad un suo stile di vita acquatico, terricolo o arboricolo. Analisi istologiche più recenti di omero, ulna, femore e costole di due esemplari di Cistecephalus (adulto e subadulto) hanno permesso di stimare che la maturità sessuale di questo animale sopraggiungeva quando il cranio era lungo circa 6 centimetri. 

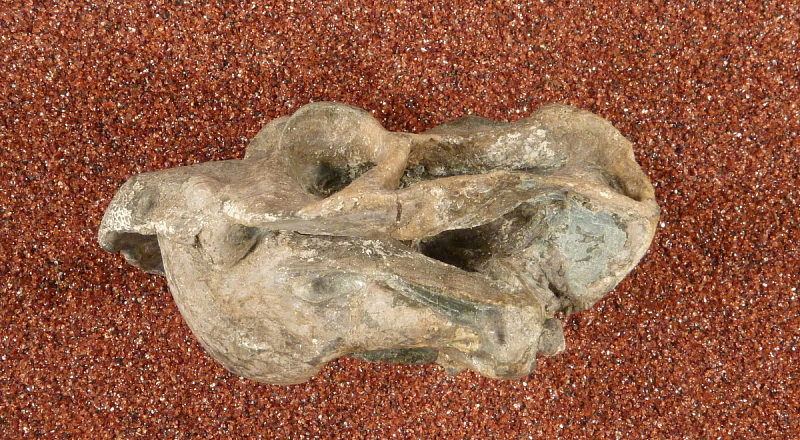
Cranio di Cistecephalus microrhinus

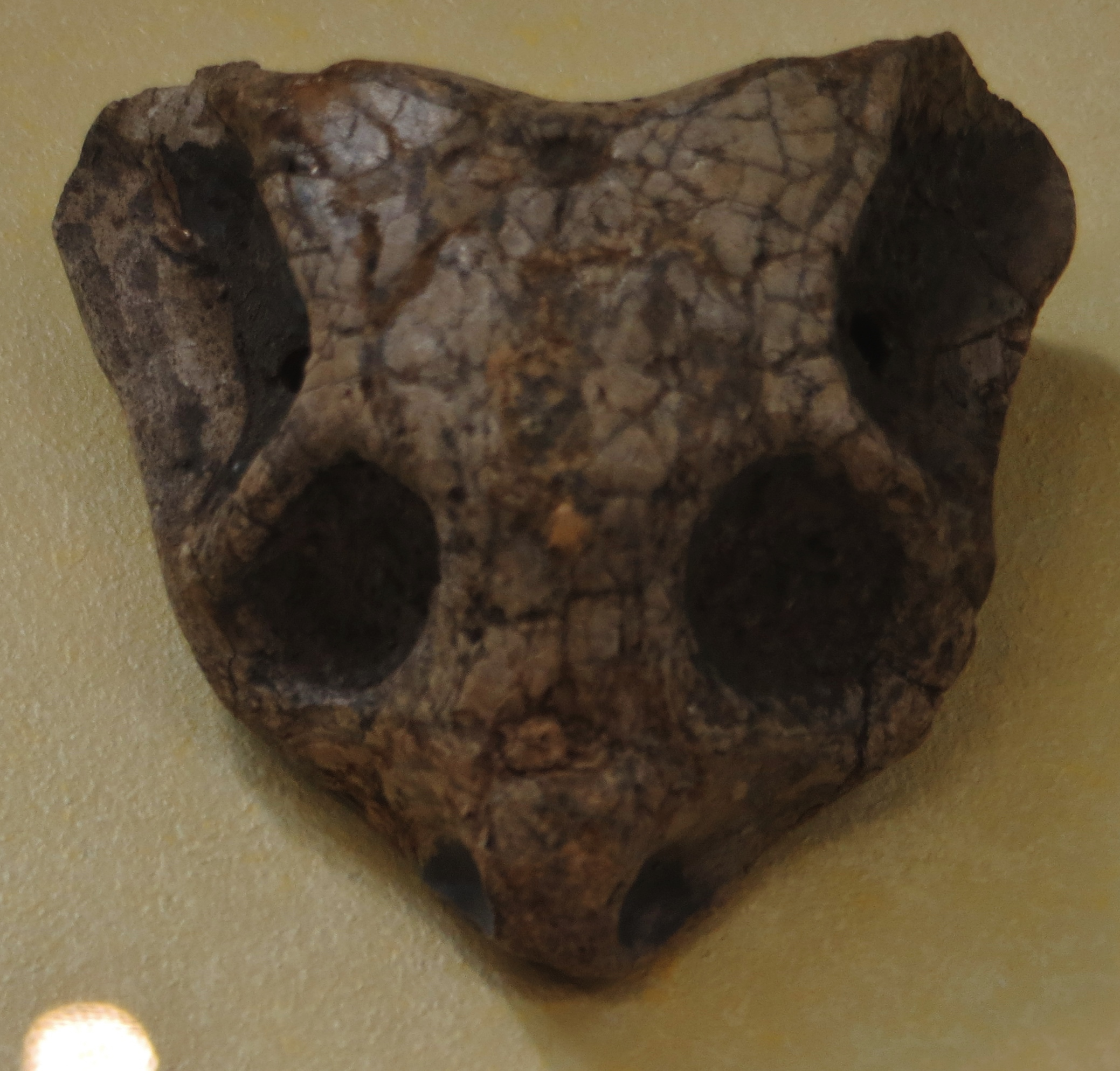
Cranio di Cistecephalus microrhinus

La microstruttura compatta delle ossa di Cistecephalus implica abitudini fossorie o acquatiche, ma non arboricole. Si suppone che l'alto grado di visione binoculare venne sviluppato in relazione a un'attività predatoria (forse insetti) e ad abitudini notturne, e non è da mettere in relazione a uno stile di vita arboricolo (Nasterlack et al., 2012).